# Graneledone antarctica
Graneledone antarctica är en bläckfiskart som beskrevs av Voss 1976. Graneledone antarctica ingår i släktet Graneledone och familjen Octopodidae. Inga underarter finns listade i Catalogue of Life.
Individer av denna bläckfisk hittades i Rosshavet samt vid Elefantön norr om Antarktiska halvön och arten förekommer troligtvis kring hela Antarktis. Den dokumenterades år 1500 till 2340 meter djupa havszoner. Havets grund vid fyndplatserna var mjuk.
Den säckformiga kroppen är cirka 45 cm lång.
För beståndet är inga hot kända. Oklart är hur klimatförändringar påverkar arten i framtiden. IUCN listar Graneledone antarctica som livskraftig (LC).